# Ebeltoft Kommune
| Strukturdaten       | Strukturdaten    |
| ------------------- | ---------------- |
| Sitz der Verwaltung | Ebeltoft         |
| Fläche              | 275,57 km²       |
| Einwohner           | 14.877 (2003)    |
| Kommune seit 2007   | Syddjurs Kommune |

Ebeltoft Kommune war bis Dezember 2006 eine dänische Kommune auf der Halbinsel Djursland im Osten Jütlands im damaligen Århus Amt. Seit Januar 2007 ist sie zusammen mit  den Kommunen Midtdjurs, Rosenholm und Rønde Teil der neugebildeten Syddjurs Kommune.
Ebeltoft Kommune entstand im Zuge der Verwaltungsreform des Jahres 1970 und umfasste folgende Sogn:
- Ebeltoft Sogn
- Helgenæs Sogn (Landgemeinde Helgenæs)
- Tved Sogn (Landgemeinde Tved)
- Vistoft Sogn (Landgemeinde Vistoft)
- Dråby Sogn (Landgemeinde Dråby)
- Agri Sogn und Egens Sogn (Landgemeinde Agri-Egens)
- Hyllested Sogn und Rosmus Sogn (Landgemeinde Hyllested-Rosmus)
- Knebel Sogn und Rolsø Sogn (Landgemeinde Knebel-Rolsø)
- Tirstrup Sogn und Fuglslev Sogn (Landgemeinde Tirstrup-Fuglslev)